# Derek Sullivan
Derrick Sullivan, né le 10 août 1930 à Newport au Pays de Galles et mort le 30 novembre 1982, est un footballeur international gallois, qui évoluait au poste de défenseur.

## Biographie

### Carrière en club
Avec le club de Cardiff City, il remporte deux Coupes du pays de Galles.

### Carrière en sélection
Avec l'équipe du Pays de Galles, il joue 17 matchs (pour aucun but inscrit) entre 1953 et 1959. 
Il joue son premier match en équipe nationale le 15 avril 1953 contre l'Irlande du Nord, et son dernier le 4 novembre 1959 contre l'Écosse.
Il figure dans le groupe des sélectionnés lors de la Coupe du monde de 1958. Lors du mondial organisé en Suède, il joue 4 matchs, et atteint le stade des quarts de finale, en étant éliminé par l'équipe du Brésil.

## Palmarès
Cardiff City
- Championnat d'Angleterre D2 :
  - Vice-champion : 1951-52 et 1959-60.

- Coupe du pays de Galles (2) :
  - Vainqueur : 1955-56 et 1958-59.